# Β-Butyrolakton
β-Butyrolakton je organická sloučenina, lakton odvozený od kyseliny beta-hydroxymáselné. Při jeho výrobě vzniká racemická směs. Používá se jako monomer biologicky rozložitelného plastu poly(3-hydroxybutyrát)u (PHB). Polymerizací racemického (RS)-β-butyrolaktonu vzniká polymer kyseliny (RS)-hydroxymáselné, který má ovšem horší vlastnosti (například odolnost vůči rozpadu) než přírodní (R)-poly-3-hydroxybutyrát.

## Výroba
β-Butyrolakton se, s 63% výtěžností, vyrábí adicí acetaldehydu na ethenon (za přítomnosti minerálu montmorillonitu.
Potřebný ethenon lze získat dehydrobromací acetylbromidu diisopropylethylaminem. Ethenon reaguje za přítomnosti chirálního komplexu hliníku enantioselektivně za tvorby (S)-β-butyrolaktonu s výtěžností 92 % a enantiomerním přebytkem nad 98 %.
Hydrogenací diketenu za přítomnosti kontaktního palladiového katalyzátoru vzniká β-butyrolakton při výtěžnosti 93 %.
Asymetrickou hydrogenací diketenu pomocí ruthenium-BINAPového katalyzátoru se tvoří opticky aktivní (R)-β-butyrolakton s účinností 97 % a 92% enantiomerním přebytkem.
Při teplotě 50 °C a tlaku CO okolo 6 MPa se (R)-2-methyloxiran karbonyluje na (R)-β-butyrolakton, přičemž konfigurace zůstává zachována z 95 %, je-li jako katalyzátor použit [(salph)Al(THF)2][Co(CO)4] (který lze připravit z komplexu [(salph)AlCl a tetrakobaltnanu sodného Na[Co(CO)4]).
Karbonylací 2-methyloxiranu za přítomnosti homogenních porfyrin-karbonylkobaltnanových katalyzátorů v tetrahydrofuranu při tlakuoxidu uhelnatého 1,4 MPa se tvoří β-butyrolakton s  výtěžností 97 %.
Kvůli obtížím při oddělování a recyklaci homogenních katalyzátorů byly zkoumány také jejich heterogenní polymerní analogy, při jejich použití se dosahuje podobné výtěžnosti (až 96 %) za tlaku CO 6 MPa. Tyto katalyzátory ovšem nejsou vhodné pro průmyslové využití, protože mají mnohem nižší katalytickou aktivitu.
Butan-1,3-diol je možné pomocí manganistanu barnatého (BaMnO4) jako oxidačního činidla v acetonitrilu za působení mikrovlnného záření během jedné hodiny přeměnit na β-butyrolakton s účinností 74 %.

## Použití
(R)-β-Butyrolakton reaguje v toluenu s oxidem uhelnatým o tlaku 1,4 MPa a teplotě 55 °C za přítomnosti salenového komplexu po 24 h za vzniku opticky čistého (enantiomerní přebytek nad 99 %) (S)-methylsukcinanhydridu s výtěžností 94 %.

### Homo- a kopolymery získávané zβ-butyrolaktonu
Výroba kyseliny polyhydroxymáselné (PHB) a homo- a kopolymerních polyhydroxyalkanoátových aerobně biologicky rozložitelných termoplastů zahájená v roce 1983 odstartovala hledání syntetických materiálů, u kterých by se neprojevovaly nedostatky PHB, jako jsou křehkost a tuhost, rozklad již mírně nad teplotami tání (175 až 180 °C) a příliš vysoké náklady v důsledku fermentace, izolace a přečišťování.
Polymerizací s otevíráním kruhu (S)-β-butyrolaktonu pomocí diethylzinku (ZnEt2) se tvoří poly-(S)-3-hydroxybutyrát s enantiomerním přebytkem nad 97 % při zachování konfigurace na chirálním uhlíku:
Pomocí katalyzátorů ze sloučenin cínu nazývaných distannoxany lze polymerizací (R)-β-butyrolaktonu získat syntetické (R)-polyhydroxybutyráty (Mn > 100 000) se zachováním konfigurace, podobné přírodním polyhydroxyalkanoátům. Aniontovou polymerizací opticky aktivního β-butyrolaktonu vznikají krystalické izotaktické polyhydroxybutyráty s obrácenou konfigurací, které mají nízkou nízká polydisperzitu ( Mw/Mn ≈ 1,2).
Silnými zásadami, jako jsou diazabicykloundecen (DBU), 1,5,7-triazabicyklo(4.4.0)dec-5-en (TBD) a fosfazen BEMP, je možné katalyzovat polymerizaci β-butyrolaktonu s otevíráním kruhu při 60 °C za vzniků PHB s nízkými molekulovými hmotnostmi (Mn < 21 000) a jejich užším rozdělením.
Kationtová polymerizace β-butyrolaktonu silnými kyselinami, například kyselinou trifluormethansulfonovou, vede ke vzniku produktů s nižšími molekulovými hmotnostmi (Mn < 8 200) s hydroxylovými skupinami na koncích řetězců, které umožňují kopolymerizaci například s kaprolaktonem.
Pomocí yttriových katalyzátorů je možné přeměnit racemický β-butyrolakton na (převážně) syndiotaktický PHB s úzkým rozdělením molekulových hmotností.
N-heterocyklické karbeny odvozené od imidazol-2-ylidenu jsou silné nukleofily a také vhodné jako iniciátory polymerizace laktonů, jako je β-butyrolakton.
Syntetické PHB, které byly vyvinuté jako homopolymery β-butyrolaktonu nebo jeho kopolymery s ostatními laktony, nemají tak dobré vlastnosti jako biogenní varianty, obzvláště co se týče mechanických a tepelných vlastností a nákladnosti; místo toho se u nich objevují potíže s toxicitou kovů (například cínu, kobaltu či chromu) obsažených v katalyzátorech a atakticitou produktů , které jsou kapalné a obtížně se oddělují.